# Seattle Mariners
Los Seattle Mariners (en español: Marineros de Seattle) son un equipo profesional de béisbol de los Estados Unidos con sede en Seattle, Washington. Compiten en la División Oeste de la Liga Americana (AL) de las Grandes Ligas de Béisbol (MLB) y disputan sus partidos como locales en el T-Mobile Park, ubicado en el SoDo de Seattle.
El nombre de "Mariners" se origina en la prominencia de la cultura marina en la ciudad de Seattle. Son apodados los M, un título que aparece en su logotipo principal de 1987 a 1992. Adoptaron los colores de su equipo actual, azul marino , verde noroeste (verde azulado) y plateado, antes de la temporada de 1993, después de haber sido azul real y dorado, desde los inicios del equipo. Su mascota es el Mariner Moose.
La organización no presentó un equipo ganador hasta 1991, y cualquier éxito real se les escapó hasta 1995 cuando ganaron su campeonato de primera división y derrotaron a los New York Yankees en el ALDS. El hit ganador del juego en el Juego 5, en el que Edgar Martínez llevó a home a Ken Griffey Jr. para ganar el juego en la undécima entrada, aseguró una victoria en la serie para los Mariners, sirvió como un poderoso impulso para preservar el béisbol en Seattle, y desde entonces lo ha hecho convertirse en un momento icónico en la historia del equipo.
Los Mariners ganaron 116 juegos en 2001, lo que estableció el récord de la Liga Americana de más victorias en una sola temporada y empató a los Chicago Cubs de 1906 en el récord de Grandes Ligas de más victorias en una sola temporada.
Desde 2001, los Mariners han luchado por tener éxito. A partir de 2020, la franquicia ha terminado con un récord perdedor en 30 de 44 temporadas. Los Mariners son uno de los cinco equipos de Grandes Ligas que nunca han ganado un campeonato de la Serie Mundial y son el único equipo que nunca ha jugado en una Serie Mundial. Tienen la sequía de playoffs activa más larga en la MLB, ya que no se han clasificado para los playoffs desde su temporada de 116 victorias en 2001.
A partir de 2020, el récord histórico de victorias y derrotas de los Mariners es de 3,246-3,655 (.470 porcentaje de victorias y derrotas).

## Historia
Los Mariners fueron creados como resultado de una demanda. En 1970, a raíz de la compra y reubicación de los Seattle Pilots en Milwaukee, como los Milwaukee Brewers por Bud Selig, tanto la ciudad de Seattle, el condado de King y el estado de Washington (representado por el entonces fiscal general estatal y futuro senador estadounidense Slade Gorton) demandó a la Liga Americana por incumplimiento de contrato. Confiado en que las Grandes Ligas regresarían a Seattle dentro de unos años, el condado de King construyó el Kingdome de usos múltiples, que se convertiría en el hogar de la expansión de la Liga Nacional de Fútbol, Seattle Seahawks en 1976. El nombre "Mariners" fue elegido por los dirigentes del club en agosto de 1976 entre más de 600 nombres presentados por 15.000 participantes en un concurso de nombre del equipo.
Los Mariners jugaron su primer partido el 6 de abril de 1977 ante una multitud registrada de 57,762 en el Kingdome, perdiendo 7-0 ante los Angelinos de California . El primer jonrón en la historia del equipo fue alcanzado el 10 de abril de 1977 por el bateador designado Juan Bernhardt.
Ese año, el lanzador estrella Diego Seguí, en su última temporada de Grandes Ligas, se convirtió en el único jugador en jugar tanto para los Pilots como para los Mariners. Los Mariners terminaron con un récord de 64-98, haciéndose eco del récord que alguna vez tuvieron los Pilots de 1969. Sin embargo, el equipo pudo evitar el último lugar en el Oeste de la Liga Americana por medio juego. En 1979, Seattle fue sede del 50º Juego de Estrellas de las Grandes Ligas. Después de la temporada de 1981, los Mariners fueron vendidos al empresario de California George Argyros, quien a su vez vendió el equipo a Jeff Smulyan en 1989 y luego a Nintendo of America en 1992.

### Lou Piniella como mánager
Durante la temporada baja 1992-93, los Mariners contrataron al manager Lou Piniella, quien había llevado a los Cincinnati Reds a la victoria en la Serie Mundial de 1990. Los fanáticos de los Mariners acogieron a Piniella, y él dirigió el equipo desde 1993 hasta 2002, ganando dos premios al Manager del Año de la Liga Americana en el camino.
El club de los Mariners de 2001 terminó con un récord de 116–46, liderando a todas las Grandes Ligas en porcentaje de victorias durante la temporada y ganando fácilmente el campeonato de la división Oeste de la Liga Americana. Al hacerlo, el equipo rompió el récord de 114 victorias en una sola temporada de la Liga Americana de los Yankees de 1998 e igualó el récord de victorias de una sola temporada de la MLB de todos los tiempos establecido por los Chicago Cubs de 1906 . Al final de la temporada, Ichiro Suzuki ganó el AL MVP, AL Novato del Año, y uno de los jardines de tres Guantes de Oro, convirtiéndose en el primer jugador desde 1975 cuando Fred Lynn de los Boston Red Sox ganó los tres en la misma temporada.
El 22 de octubre de 2008, los Marineros anunciaron la contratación de Jack Zduriencik , ex director de exploración de los Milwaukee Brewers, como su gerente general. Semanas después, el 18 de noviembre, el equipo nombró al entrenador de banco de los Oakland Athletics, Don Wakamatsu, como su nuevo gerente de campo. Wakamatsu y Zduriencik contrataron un cuerpo técnico completamente nuevo para 2009, que incluía al ex Jugador Más Valioso de la Serie Mundial John Wetteland como entrenador de bullpen. La temporada baja también vio una letanía de movimientos en la lista, encabezados por un intercambio de 12 jugadores y 3 equipos que incluyó enviar al cerrador All-Star JJ Putz a los Mets de Nueva York, y trajo a 5 jugadores, incluidos el prospecto Mike Carp y el jardinero Endy Chávez de Nueva York y el jardinero Franklin Gutiérrez de los Cleveland Indians, a Seattle. Muchos de los movimientos, como el fichaje de Mike Sweeney como agente libre, se hicieron en parte con la esperanza de aplastar las luchas internas entre los camerinos que asolaron a los Mariners en 2008. También vio el regreso del favorito de Seattle Ken Griffey Jr. La temporada baja 2009-10 fue destacado por el canje por el ganador del premio Cy Young de la Liga Americana 2008 Cliff Lee de los Philadelphia Phillies, la firma del antesalista Chone Figgins y la extensión del contrato del lanzador estrella el "Rey" Félix Hernández.
Griffey Jr. anunció su retiro el 2 de junio de 2010, después de 22 temporadas en la MLB.
Los Mariners despidieron al gerente de campo Don Wakamatsu junto con el entrenador de banco Ty Van Burkleo, el entrenador de pitcheo Rick Adair y el entrenador de rendimiento Steve Hecht el 9 de agosto de 2010. Daren Brown, el gerente de Tacoma Rainiers, filial de AAA, asumió el cargo de gerente de campo interino. Roger Hansen, el ex coordinador de recepciones de las ligas menores, fue ascendido a entrenador de banca. Carl Willis, el ex coordinador de pitcheo de las Ligas Menores, fue ascendido a entrenador de pitcheo.
Dave Niehaus, el locutor jugada por jugada de los Marineros desde el inicio del equipo, murió de un ataque al corazón el 10 de noviembre de 2010, a la edad de 75 años. En memoria de Niehaus, el rapero de Seattle Macklemore escribió una canción de homenaje llamada "My Oh My" en diciembre de 2010. Interpretó la canción en el juego del Día Inaugural de los Marineros el 8 de abril de 2011 .
El 21 de abril de 2012, Philip Humber de los Chicago White Sox lanzó el tercer juego perfecto en la historia de Chicago contra los Mariners en Safeco Field en Seattle. Fue el vigésimo primer juego perfecto en la historia de la MLB. [17] El abridor de los Mariners Kevin Millwood y otros cinco lanzadores se combinaron para lanzar el décimo juego sin hits combinado en la historia de la MLB y el primero en la historia del equipo el 8 de junio de 2012. El último combinado ocurrió en 2003, cuando seis Houston Astros golpeó a los New York Yankees en Nueva York. Los seis lanzadores usados en un juego sin hits es un récord de Grandes Ligas. Félix Hernández lanzó el primer juego perfecto en la historia del equipo, cerrando 1-0 a los Tampa Bay Ray en Safeco Field el 15 de agosto de 2012. Fue el 23er juego perfecto en la historia de las Grandes Ligas. [18] Los Mariners se convirtieron en el primer equipo de las Grandes Ligas en participar en dos juegos perfectos en una temporada. 
El gerente general (GM) Jack Zduriencik fue relevado de su puesto por el equipo el 28 de agosto de 2015. Jerry Dipoto, quien anteriormente se desempeñó como gerente general de los Anaheim Angels, fue contratado como nuevo gerente general de los Mariners un mes después. El 9 de octubre de 2015, el gerente Lloyd McClendon fue despedido y se inició la búsqueda de un nuevo gerente. Scott Servais fue nombrado nuevo mánager de los Mariners el 23 de octubre de 2015. 
Nintendo of America emitió un comunicado de prensa el 27 de abril de 2016, indicando que vendería la mayoría de las acciones que tenía de propiedad de los Seattle Mariners a la sociedad limitada First Avenue Entertainment. Nintendo retuvo una participación del 10% en la propiedad del equipo después de que se completara la venta en agosto de 2

### Temporada 2000: A la postemporada pero sin llegar al campeonato de la Liga Americana
Los Marineros terminaron con récord de 91-71 y ocuparon el segundo lugar de su división en la Liga Americana. Ganaron en el primer playoff a los Medias Blancas de Chicago tres juegos a cero pero perdieron con los Yankees de Nueva York el campeonato 4 juegos a dos.

### 2001: Una temporada récord sin premio final
En la temporada del 2001 los Mariners finalizaron con un récord de 116-46, batiendo el récord de la Liga Americana de los New York Yankees de 1998 y empatando el récord de todos los tiempos de la MLB de los Chicago Cubs de 1906. Al final de la temporada Ichiro Suzuki fue nombrado MVP y Rookie del año de la Liga Americana. En Playoffs eliminaron a los Cleveland Indians por 3-2 en la ALDS, pero cayeron eliminados 4-2 a manos de los Yankees en la ALSC. 

### 2002-presente: Fuera de Playoffs
En 2002 los Mariners terminaron con récord de 93-60 y ocuparon el tercer lugar en su división. Así celebraron sus veinticino años en la Liga Americana. En 2003 terminaron con récord idéntico a la campaña anterior en segundo lugar en su división, lo cual no fue suficiente para alcanzar la postemporada.
Lo más notable y brillante de 2004 fue que Suzuki disparó 262 hits, con lo cual rompe el récord que tenía una antigüedad de 84 años en las Ligas Mayores. Los Marineros finalizan la campaña con récord de 63-99, una temporada perdedora y ocupa el cuarto lugar de su división.
2005 y 2006 fueron dos temporadas perdedoras: 69-93 y cuarto lugar en su división y 78-84 con cuarto lugar de su división respectivamente.
En 2007 celebraron treinta años en la Liga Americana sin nada que mencionar. Récord final de 88-74 primera temporada ganadora desde 2004 y segundo lugar en su división. Sin embargo, un evento cabe resaltar de este periodo: el 4 de agosto de 2005 realizó su debut en Grandes Ligas el novato Félix Hernández, quien en el corto plazo se convertiría en el símbolo y el ídolo de la franquicia.
Los Mariners terminaron con récord perdedor en la Liga Americana desde antes de la suspensión del Juego de Estrellas, siendo el primer equipo del 2008 en tener una temporada perdedora de 100 juegos en la campaña. Primer equipo del 2008 en ser oficialmente eliminado de la temporada del 2008. Récord perdedor desde 1983, cuando fue la última temporada en que se perdieron 100 juegos. Primer equipo en la historia de las Ligas Mayores, que con una nómina de 100 millones de dólares perdieron 100 juegos. Terminaron con récord perdedor de 61-101 y el cuarto lugar de su división.
El 22 de octubre de 2008, los Mariners anunciaron a Jack Zduriencik director de scouts (buscador de talentos), de los Cerveceros de Milwaukee como su Gerente General. Semanas más tarde, en noviembre, el equipo nombró al entrenador de banca de los Atléticos de Oakland Don Wakamatsu como su nuevo mánager. Wakamatsu y Zduriencik estuvieron contratando nuevo personal para el 2009, que incluían al jugador ganador del premio de Jugador Más Valioso de la Serie Mundial John Wetteland como entrenador del bullpen. El final de la temporada también vio movimientos en el roster, que incluían a 12 jugadores a tres equipos, incluido al cerrador del Juego de Estrellas J.J. Putz a los Mets de Nueva York por cinco jugadores, incluyendo al prospecto Mike Carp y al outfielder Endy Chavéz de Nueva York y al outfielder Franklin Gutiérrez de los Indios de Cleveland a Seattle. Muchos de los movimientos fueron mediante agentes libres y así firmaron a Mike Sweeney quién venía en parte con la esperanza de mejorar el club house obscuro desde el 2008. También se vio el regreso del favorito de Seattle, Ken Griffey, Jr.
En 2009 Ichiro Suzuki impuso un nuevo récord dando más de 200 hits en nueve temporadas consecutivas. Los Mariners terminarían con récord de 85-77 y ocuparían el tercer lugar de su división.
El 2 de junio de 2010, Ken Griffey Jr. anunció su retiro después de 22 temporadas en las Ligas Mayores. Félix Hernández ganó el premio Cy Young en esta temporada por la Liga Americana. Ichiro y Franklin Gutiérrez ganaron el Guante de Oro de la Liga Americana por mejor jardinero derecho y mejor jardinero central, respectivamente. Ichiro Suzuki tenía diez temporadas consecutivas bateando sobre los .300 con 200 hits ganando el Guante de Oro y apareciendo en el Juego de las Estrellas de la Liga Americana. Los Marineros terminaron con récord de 61-101 y ocuparon el cuarto lugar de su división.
El 9 de agosto de 2010, los Marineros despidieron al mánager Don Wakamatsu, al entrenador de la banca Ty Van Burkleo, al entrenador de pitcheo Rick Adair y al entrenador de bateo Steve Hecht. Daren Brown, el mánager de los Rainiers de Tacoma, equipo de triple AAA, quedó como mánager interino. Roger Hansen, coordinador de cácheres de la Liga Menor fue promovido a entrenador de banca. Carl Willis coordinador de pitcheo de Liga Menor, fue promovido a entrenador de pitcheo. Los Marineros contrataron a Eric Wedge de los Indios de Cleveland como su mánager a partir del 19 de octubre de 2010.
En 2011 los pitchers Félix Hernández, Brandon League y Michael Pineda fueron nominados para el Juego de Estrellas por la Liga Americana. Los Mariners terminaron con récord de 67-95 en el cuarto lugar de su división.
Los Marineros cumplían 35 años de la franquicia en la Liga Americana en 2012. El 21 de abril de 2012, Philip Humber de los Chicago White Sox, lanzó el tercer juego perfecto en la historia de los Medias Blancas contra los Marineros en el Saleco Field de Seattle. Fue el juego perfecto número 21 en la historia de las Ligas Mayores de Béisbol. El 8 de junio de 2012, el pitcher inicialista de los Marineros, Kevin Millwood y otros cinco pitchers, se combinaron para lanzar el décimo juego combinado en la historia de las Ligas Mayores sin hit ni carrera. Los seis pitchers utilizados en un juego sin hit ni carrera, es un récord de las Grandes Ligas de Béisbol. El 15 de agosto de 2012, Félix Hernández pitcheo el primer juego perfecto en la historia del equipo, contra los Rayos de Tampa Bay ganando 1-0 en el Safeco Field. Este fue el juego perfecto número 23 en la historia de las Ligas Mayores de Béisbol. Los Marineros fueron el primer equipo de las Ligas Mayores en ganar y perder mediante un juego perfecto en una temporada. El 23 de julio el jugador Ichiro Suzuki fue cambiado a los Yankees de Nueva York. Los Marineros terminaron con récord de 75-87 y nuevamente cuarto lugar en su división.

### Cuarta campaña perdedora de los Mariners
Con todo y que hubo debuts de prospectos importantes con la franquicia como Nick Franklin, Mike Zunino, Brad Miller, Taijaun Walker y James Paxton, los Marineros fallaron en llegar a una postemporada una vez más. Y eso que tenían un mejor departamento de poder, bateando 188 jonrones siendo el segundo en la Liga Americana detrás de los Orioles de Baltimore que dieron 212, pero los hits fundamentales no sirvieron de nada, ante una cuestionable defensiva, un personal de pitcheo débil y un bullpen que nunca respondió en forma adecuada a las exigencias del equipo. El 27 de septiembre, el mánager Eric Wedge, anunció que no regresaría para la temporada del 2014. Fue reemplazado por Lloyd McClendon.

## Uniformes

### 1977–1980

#### Diseño de uniformes de 1977 a 1980

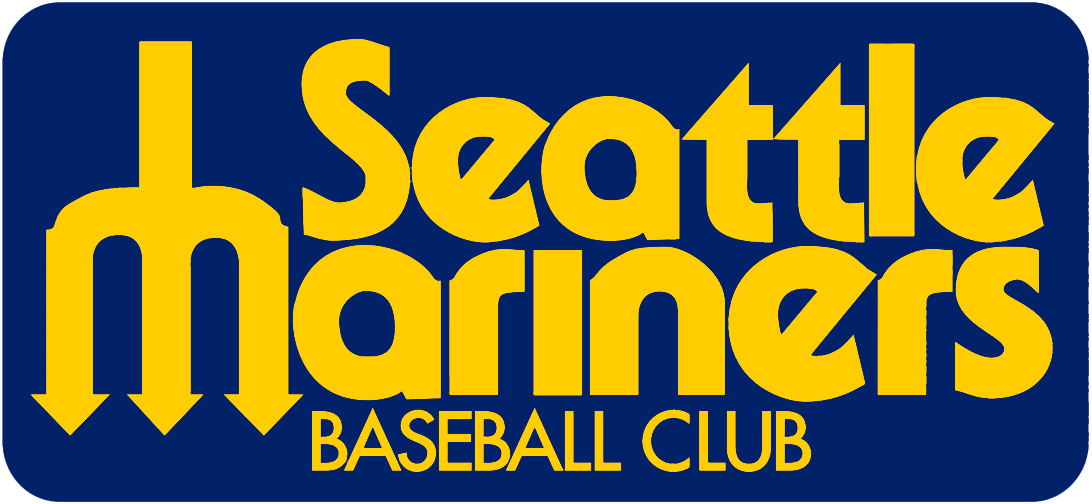
Logo usado de 1977 a 1979

Los colores originales de los Mariners eran azul y dorado. Durante las primeras cuatro temporadas, usaron camisetas blancas en casa con el nombre del equipo al frente y números en el pecho izquierdo. La "M" de "Mariners" tenía la forma de un tridente. En gira, usaban camisetas de color azul celeste con el nombre de la ciudad al frente y números en el pecho izquierdo. Los colores de las letras eran azules con ribetes dorados, aunque en la temporada de 1977 el ribete de la camiseta de gira era blanco y la marca denominativa "Seattle" parecía más pequeña. El logotipo del tridente se agregó a la manga izquierda antes de la temporada de 1979. La gorra era completamente azul y presentaba el logotipo del tridente dorado con ribete blanco.

### 1981-1986

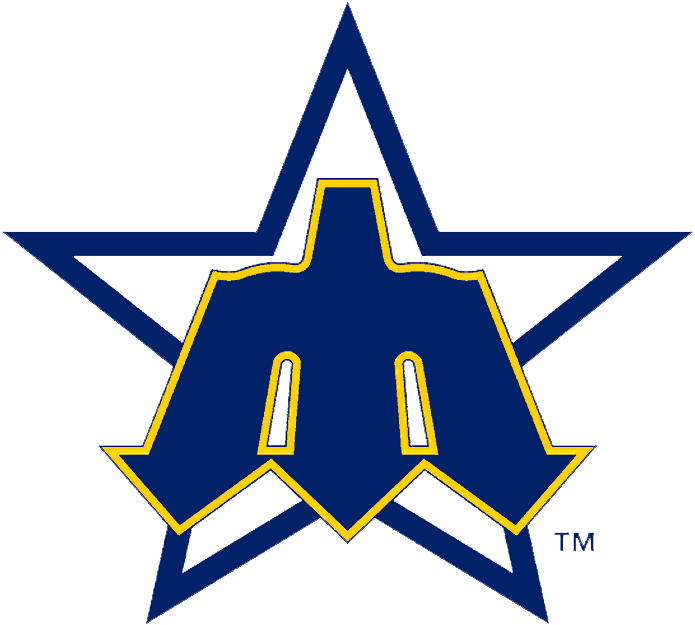
Logo usado de 1980 a 1986

Los Mariners hicieron algunos cambios sutiles al uniforme en 1981. El logo del tridente fue reemplazado por rayas azules y doradas en los hombros, y las letras recibieron un contorno azul adicional. La fuente del número también cambió de estilo redondeado a bloque. En 1985, el color de la camiseta de gira se cambió a gris. El logotipo de la gorra también presentaba una ligera actualización del logotipo del tridente, cambiando su color a azul, junto con contornos adicionales y un fondo de estrella blanca.

### 1987–1992

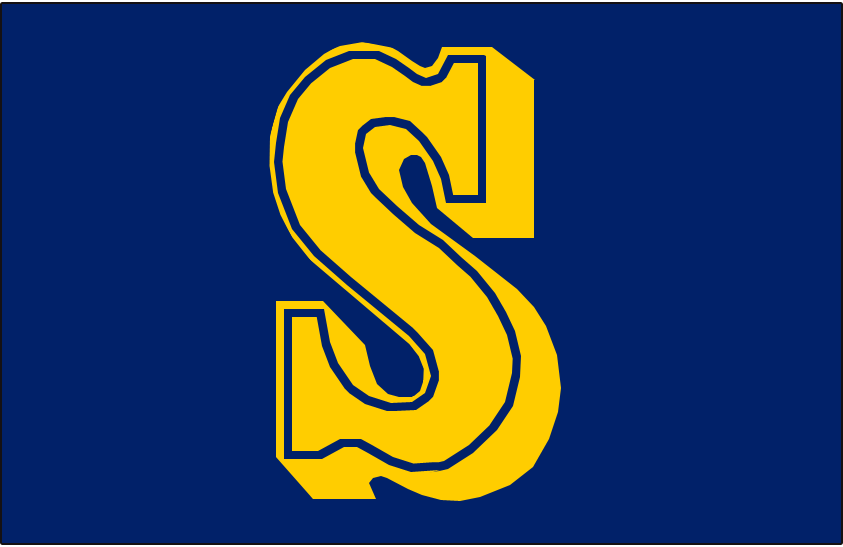
Logo usado de 1987 a 1992

En 1987, los Mariners cambiaron su estilo de uniforme a blusas abotonadas tradicionales y pantalones con cinturón. Ambos uniformes incorporaron ribetes azules y una marca denominativa "Mariners" en bloque en azul con contornos dorados y azules. Los números permanecieron en azul, pero eliminaron los contornos recortados. El logotipo de la gorra se cambió a una "S" dorada.

### 1993-presente
Los Mariners se pusieron sus uniformes actuales en 1993. El uniforme de casa, blanco originalmente presentaba "Mariners" en azul marino con ribete verde del noroeste y presentaba el logotipo de la "brújula" encima de la "M". El uniforme de gira en gris presentaba originalmente a "Seattle" en azul marino con ribetes en verde y blanco del noroeste. En 2001, se añadió el logotipo de la "brújula" en medio de la "S". En 2015, se agregó una línea plateada a la marca denominativa de ambos uniformes, que también se aplicó a las letras mayúsculas y los números. El logo principal se aplica a la manga izquierda. 
De 1997 a 2000, los Mariners también usaron versiones sin mangas de sus uniformes primarios, acompañados de una camiseta azul marino.
Los Mariners también han usado uniformes alternativos de Northwest Green en algunos momentos de su historia. La versión original se dio a conocer en 1994 y tenía "Mariners" en plateado con adornos en azul marino y blanco. La próxima temporada, se eliminó el borde blanco para mejorar la visibilidad. Los Marineros no usaron estos uniformes desde 1997 hasta 2010, después de lo cual se convirtió en una parte regular de su rotación de uniformes. Actualmente se ve durante los juegos en casa de los viernes. [25] [26]

### Diseños de uniformes actuales

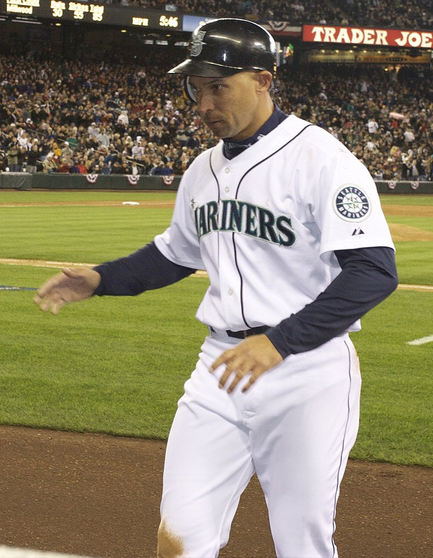
Raúl Ibáñez con el uniforme de casa

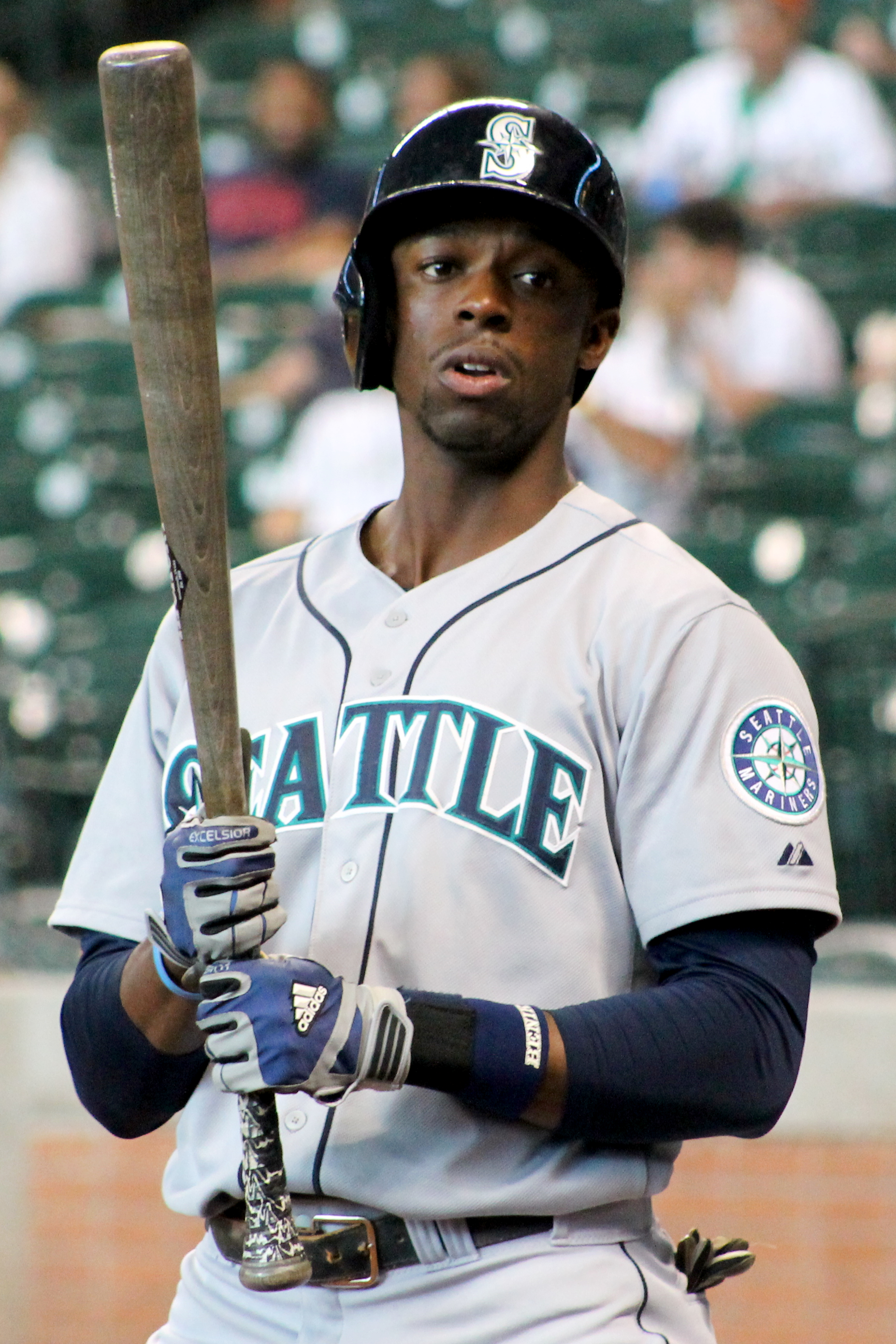
James Jones en julio de 2014 con el uniforme de visitante

El uniforme alterno azul marino reemplazó originalmente al alterno Northwest Green en 1997 y presentaba el nombre del equipo en plateado con Northwest Green y adornos azul marino. En 1999, las alternativas se actualizaron para incluir el nombre de la ciudad con la "S" detrás del logotipo de la "brújula" y ribetes plateados; este se convirtió en su alternativa de gira la temporada siguiente después de que se introdujera un suplente de la armada local correspondiente. En 2003, se eliminó el ribete plateado y se cambiaron las fuentes de letras y números para que coincidieran con la marca denominativa. En 2012, después de que regresaran los suplentes de Northwest Green, los uniformes de la marina se modificaron de nuevo, esta vez con el nombre de la ciudad al frente. Ahora se usa en la mayoría de los juegos fuera de casa, aunque también lo han usado en casa en ocasiones.
Una gorra azul marino que presenta una bola y el logotipo de una brújula "S" se combina con las camisetas blancas, gris asfalto y azul marino. Una variación de esta gorra con visera en Northwest Green se usa con la camiseta alternativa de local. Los Mariners también usaron gorras Northwest Green con ala azul marino, pero solo en la temporada 1994, y una gorra azul marino "brújula" con ala gris en la temporada 1997.
En enero de 2015, el equipo anunció un nuevo uniforme alternativo para los partidos del domingo en casa. Este uniforme de color crema "fauxback" presenta el logotipo actual y el estilo de letras en un esquema de color azul real y dorado, un retroceso a los colores originales del equipo. A diferencia del resto del conjunto de uniformes, la parte posterior de la camiseta no muestra el nombre del jugador. [25] [1] La gorra presenta el logotipo actual de la gorra en los colores de retroceso. [1] [27]
En enero de 2019, los Mariners anunciaron un nuevo uniforme de local y de visitante para usar durante los entrenamientos de primavera. La camiseta tiene un diseño similar a las camisetas blancas de casa, pero presenta un retroceso azul claro a los colores del equipo durante la década de 1980. La gorra tiene el color azul marino habitual, pero con un logo que presenta la firma rosa de los vientos y con una M grande en el centro.

## Jugadores

### Miembros del Salón de la Fama
Los siguientes miembros elegidos en el Salón de la Fama tuvieron parte o sus carreras con los Marineros.
- Gaylord Perry
- Pat Gillick (pionero ejecutivo con la organización)
- Goose Gossage
- Rickey Henderson
- Dick Williams
- Randy Johnson
- Dennis Martínez
- Edgar Martinez

### Seattle Mariners Hall of Fame
- Dave Niehaus (voz de los marineros) (1977-2010)
- 21 Alvin Davis, primera base, (1984-1991).
- 19 Jay Buhner, jardinero, (1988-2001).
- 11 Edgar Martínez, bateador designado (1987-2004).
- 6 Dan Wilson, catcher (1994-2005).
- 51 Randy Johnson, pitcher (1989-1998).
- 24 Ken Griffey, Jr. jardinero (1989.1999 y 2009-2010).
- 14 Lou Piniella, mánager (1993-2002).
- 34 Félix Hernández, pitcher (2011-2019).

### Números retirados

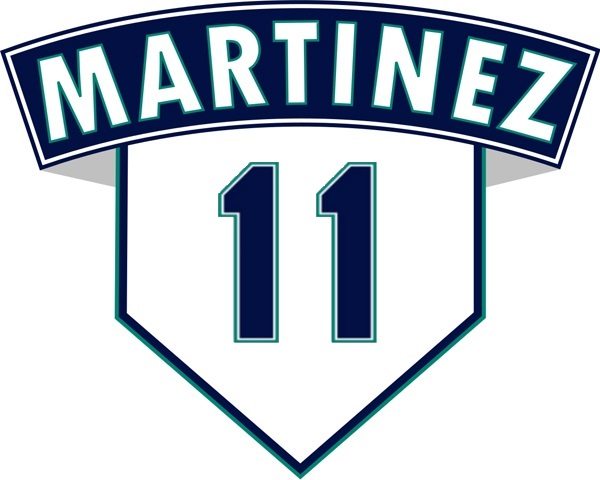
11-Edgar Martínez (3B). 1987-2004. Retirado el 12 de agosto de 2017.
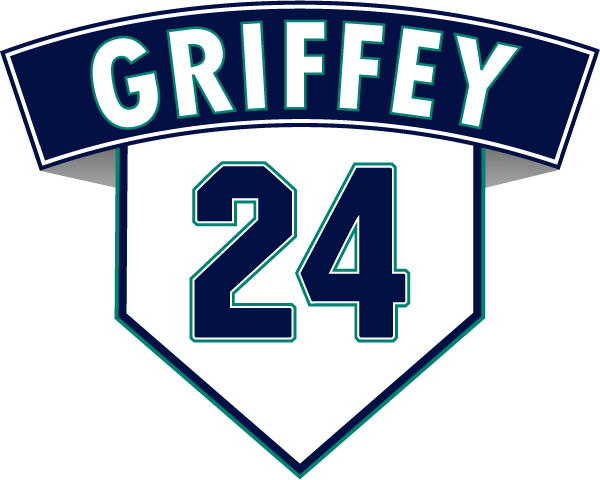
24-Ken Griffey, Jr. (CF). 1989-1999 y 2009-2010. Retirado el 6 de agosto de 2016.
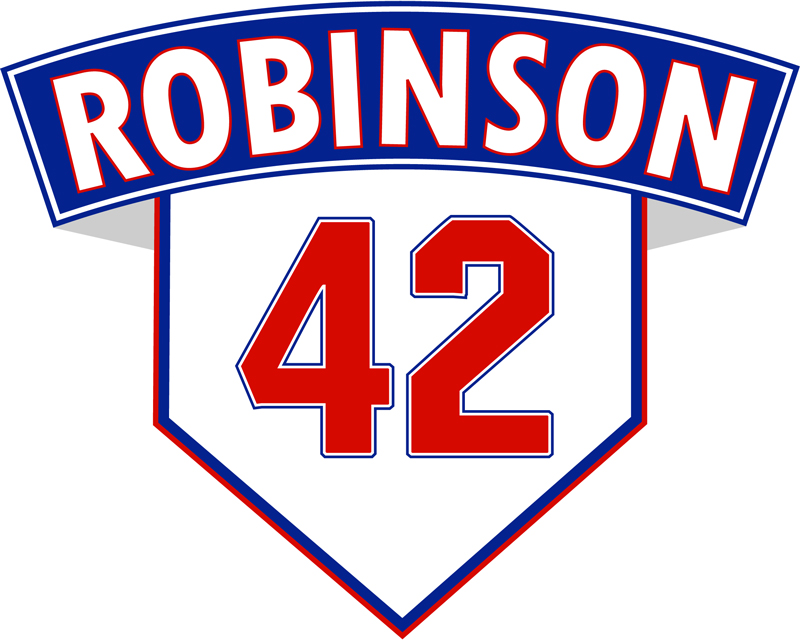
42-Jackie Robinson (2B). Fue retirado en toda la MLB el 15 de abril de 1997.

## Títulos
- División Oeste AL: 1995, 1997 y 2001.

## Cultura

### Rally Fries
Rally Fries (Rally de frituras) es una tradición en el béisbol iniciada por los Marineros a través del publicista Mike Blowers en 2007. Durante un juego contra los Rojos de Cincinnati, un fanático trató de atrapar una pelota de línea de foul en el right field pero él tenía unas frituras las cuales fueron esparcidas al terreno de juego durante el intento. Mientras chateaba al aire y veía esta acción, el compañero de Blowers, Dave Sims, sugirió que podría ser una nueva forma de traer frituras para el fanático. Blowers contestó y su intento fue el de enviar un plato de frituras al fanático.
Por lo tanto, en el siguiente juego, los fanáticos hicieron señas y abordajes, respondiendo que la propuesta de Blowers con las frituras gratis había sido buena. En coincidiencia, cada vez que las frituras eran llevadas, los Marineros veían la anotación con un déficit y fue entonces cuando el "Rally Fries" fue creado. Esto ha sido muy popular con los fanáticos que mediante señas que hacen en forma frecuente cuando los Marineros están de gira, como el 1° de agosto de 2009 cuando Blowers mencionó que no era promoción de ganadores durante la gira.
Generalmente Blowers selecciona a una persona o a un grupo de personas que están con él, y esto es a través de costumbres muy elaboradas de los fanáticos y mediante oleadas de señas. Estas frituras son usualmente proporcionadas por Ivar´s un restaurand de mariscos con base en Seattle y que tiene un local en el Safeco Field. El acumulamiento de frituras es de diferentes tamaños para los grupos ganadores de fanáticos. Los ganadores son generalmente seleccionados entre el 5° y 6° inning, dado que los potenciales candidatos son mostrados en cada inning antes de ser ganadores.

### La corte del Rey
Conforme la temporada del 2011 iba progresando, los Marineros tuvieron la idea en el personal de pitcheo para hacer crecer la afición y el coraje de los aficionados fanáticos del pitcher ganador del Cy Young en la temporada anterior, el pitcher Félix "Rey" Hernández. Cada vez que Hernández iniciaba en el Safeco Field era ahora acompañado por una sección de la Corte del Rey, un lugar en que los aficionados cantaban, bailaban y donaban cartas con fotos hechas acerca de esta pitcher.
La Corte del Rey ambas son una rotación personal entre esta sección de Hernández y los que están sentados en el Safeco Field. El equipo encontró fanáticos que se vistieron parecido a Larry Bernández, alterando el ego de Hernández para un comercial de la Televisión de los Marineros, mostrando costumbres, recuerdos de lo mejor con una ceremonia turca.
La Suprema Corte está cuando cada juego es libre para la Corte del Rey, mediante una carta y solamente ocurre en eventos especiales. La primera vez que apareció la Suprema Corte fue cuando Félix lanzó en caso siguiendo al juego perfecto en el 2012.
Desde esa fecha, ocurre cada año que Félix lanza el primer juego en casa.